# پیران (هیرمند)
پیران، روستایی در دهستان قرقری بخش قرقری شهرستان هیرمند در استان سیستان و بلوچستان ایران است. 

## جمعیت
بر پایه سرشماری عمومی نفوس و مسکن در سال ۱۳۹۵، جمعیت این روستا برابر با ۴۸۱ نفر (۱۳۶ خانوار) بوده‌است.